# Hugo Williams
Pour les articles homonymes, voir Williams.
Hugo Williams (né Hugh Anthony Mordaunt Vyner Williams, le 20 février 1942) est un poète britannique, journaliste et auteur de récits de voyages. 

## Biographie
Il a étudié au Eton College. 
Il rédige la rubrique "Freelance" du Times Literary Supplement et est rédacteur pour la poésie à The Spectator.  
Il a été critique de poésie et de télévision pour The New Statesman, critique théâtral pour The Sunday Correspondent, critique de film pour Harper's & Queen et de musique populaire au Punch magazine.
Williams est marié à la chanteuse, écrivaine et fil-de-fériste Hermine Demoriane. Ils ont une fille Murphy Williams, qui est aussi écrivain et journaliste.

### Poésie
- Symptoms of Loss: Poems, Oxford University Press, 1965.
- Sugar Daddy, Oxford University Press, 1970.
- Some Sweet Day, Oxford University Press, 1975.
- Love-Life (dessins Jessica Gwynne), André Deutsch, 1979.
- Writing Home, Oxford University Press, 1985.
- Selected Poems, Oxford University Press, 1989.
- Self-Portrait with a Slide, Oxford University Press, 1990.
- Dock Leaves, Faber and Faber, 1994.
- Penguin Modern Poets 11, (Michael Donaghy, Andrew Motion, Hugo Williams) Penguin, 1997.
- Billy's Rain, Faber and Faber, 1999.
- Curtain Call: 101 Portraits in Verse, Faber and Faber, 2001.
- Collected Poems, Faber and Faber, 2002.
- Dear Room, Faber and Faber, 2006.
- West End Final, Faber and Faber 2009

### Autres
- All the Time in the World, Ross, 1966.
- No Particular Place to Go, Cape, 1981.
- Freelancing: Adventures of a Poet, Faber and Faber, 1995.
- Some RB and Black Pop, Greville Press, 1998.

## Prix
- 1966  Eric Gregory Award
- 1971  Cholmondeley Award
- 1975  Geoffrey Faber Memorial Prize pour Some Sweet Day
- 1999  T. S. Eliot Prize pour Billy's Rain
- 2004  Queen's Medal for Poetry
- 2007  T. S. Eliot Prize Shortlist pour Dear Room
- 2007  Costa Book Award Shortlist pour Dear Room